# Laroquebrou
Laroquebrou je naselje in občina v osrednjem francoskem departmaju Cantal regije Auvergne. Leta 2011 je naselje imelo 805 prebivalcev.

## Geografija
Kraj se nahaja v pokrajini Auvergne ob reki Cère, 24 km zahodno od središča Aurillaca.

## Uprava
Laroquebrou je sedež istoimenskega kantona, v katerega so poleg njegove vključene še občine Arnac, Ayrens, Cros-de-Montvert, Glénat, Lacapelle-Viescamp, Montvert, Nieudan, Rouffiac, Saint-Étienne-Cantalès, Saint-Gérons, Saint-Santin-Cantalès, Saint-Victor in Siran s 4.136 prebivalci.
Kanton Laroquebrou je sestavni del okrožja Aurillac.

## Zanimivosti
- srednjeveška trdnjava Château de Laroque iz 13. do 16. stoletja, francoski zgodovinski spomenik,
- srednjeveški renesančni grad Château de Messac, z zelenjavnim parkom, iz 16. in 17. stoletja, zgodovinski spomenik.